# 原口統三

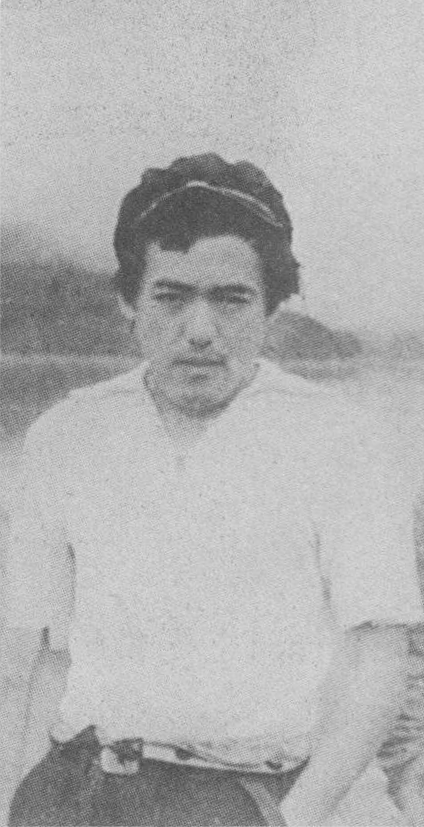
1946年に撮影

原口 統三（はらぐち とうぞう、1927年1月14日 - 1946年10月25日）は、日本の詩人。『二十歳のエチュード』の著者として知られる。

## 略歴
朝鮮半島の京城府（現在のソウル）生まれ。大連一中を経た後、旧満州国の所々を転々として第一高等学校文科に入学。この間の流転が彼の精神に深く影響を与えた。一高入学後は上級生である清岡卓行のほか、橋本一明、中村稔と親交を結び、ランボーに傾倒する。寄宿寮内では眉目秀麗な秀才詩人として有名であったが、フランス会や文芸部の2, 3の友人を除き交友もほとんどなく孤独であったという。一高在学中には、校内誌などに「海に眠る日」などの詩を発表していたが、終戦前に校内誌に掲載予定であった「暁の死者」「忘却の彼方へ」の2篇の詩は、印刷所が空襲を受けた際に焼失した。
一高3年在学中の1946年10月2日に自殺未遂、10月25日逗子海岸で入水自殺を遂げた。19歳没。生前に執筆していた『二十歳のエチュード』が、橋本一明によって死後編集され、1948年に遺著として刊行された。

## 評価
遺著となった『二十歳のエチュード』は、夭折した詩人の書として人気を集め、30年以上に亘って版を重ねた。文芸評論家で原口の後輩に当たる高橋英夫は「戦後詩は原口統三を発見するところから歩みをはじめた」と高く評価し、彼の自殺については唐木順三の『自殺について』（1950年）でも扱われている。また生前親交のあった清岡卓行は『海の瞳』で原口を描いている。
一方で、評論家の中村光夫は「文学が人生におよぼす害悪の一例」として批判している。また原口の周辺にいた学生らを「自殺教唆者達」と非難する声もあったという。
自らを「原口病」であると称するほどに『二十歳のエチュード』に強く感化された長沢延子は、発刊から1年後に17歳で服毒自殺した。長沢もまた、遺稿集が高く評価されている。

## 著書
- 二十歳のエチュード 前田出版社 1948
- 死人覚え書 ユリイカ 1948
- 二十歳のエチュード ユリイカ 1948
- 二十歳のエチュード 1952 角川文庫
- 定本二十歳のエチュード 2005.6 ちくま文庫